# Prairies de Jayat, du Curtelet et de Césille
Les Prairies de Jayat, du Curtelet et de Césille sont un ensemble de prairies, classées ZNIEFF de type I, situées sur les communes de Jayat et Foissiat dans le département de l'Ain.

## Statut
Le site est classé zone naturelle d'intérêt écologique, faunistique et floristique de type I 

## Description
Cet ensemble de prairies de bocage est situé de part et d'autre de la Reyssouze. Il est remarquable par son réseau bocager et des haies de saules têtards. Le site est menacé par l'extension des gravières et l'agrandissement des parcelles vouées à la culture du maïs au détriment du bocage.

## Faune

### Oiseaux
Le site est fréquenté par le Martin-pêcheur d'Europe, le Héron cendré, le Busard Saint-Martin, le Faucon hobereau, le Bihoreau gris, le Courlis cendré et la Huppe fasciée.